# Wiktorija Siumar
Wiktorija Petriwna Siumar, ukr. Вікторія Петрівна Сюмар (ur. 23 października 1977 w Nikopolu) – ukraińska dziennikarka i polityk, deputowana VIII kadencji.

## Życiorys
Absolwentka historii na Kijowskim Uniwersytecie Narodowym im. Tarasa Szewczenki. Odbyła aspiranturę w Instytucie Historii Ukrainy Narodowej Akademii Nauk Ukrainy. W latach 1999–2003 pracowała w stacji radiowej Kontynent, współpracowała również z Głosem Ameryki. Prowadziła programy polityczne w rozgłośni Hromadśke Radio. Od 2005 do 2014 była dyrektorem wykonawczym Instytutu Informacji Masowej. Była członkinią rad doradczych zajmujących się ochroną wolności słowa przy parlamencie i prezydencie, wykładała dziennikarstwo na macierzystej uczelni. W 2009 dołączyła do ekipy programu Szuster LIVE nadawanym w telewizji Ukraina.
Aktywistka Euromajdanu i członkini rady Majdanu, związana również z partią Wola. Od lutego do czerwca 2014 pełniła funkcję zastępczyni sekretarza Rady Bezpieczeństwa Narodowego i Obrony Ukrainy. W wyborach parlamentarnych w tym samym roku kandydowała z siódmego miejsca na liście krajowej Frontu Ludowego, uzyskując mandat posłanki do Rady Najwyższej. W 2019 z powodzeniem ubiegała się o reelekcję z ramienia ugrupowania Europejska Solidarność. W 2020 uzyskała także mandat radnej obwodu kijowskiego.